# Пренс де гал (дезен)
Пренс де гал (фр. prince de Galles - принц од Велса), такође познат и као глен плeид (енгл. Glen plaid, скраћено од Glen Urquhart plaid) је вунена тканина са карираним дезеном у комбинацији две боје, најчешће црне и беле или сиве и беле боје, којима могу бити додате и пруге пригушених боја. Две тамне и две светле нити смењују са четири тамне и четири светле пруге, вертикално и хоризонтално, формирајући тако карирани дезен наизменичних неправилних изломљених четвороуглова.
Појам везан за тканину често се користи и за сам дезен, као и за део одеће направљен од ове тканине.
Пренс де гал, односно глен плеид као дезен може се применити и на памучне кошуље или друге материјале.

## Име
Пренс де гал је међународно познато име ове тканине. Француски је назив за ову тканину је prince de Galles (принц од Велса), шпански príncipe de Gales, италијански principe di Galles итд, а названа је по Едварду VIII који ју је популаризовао у време када је носио титулу принц од Велса. Међутим, ово међународно познато име није и оригинални назив овог дезена, а сам дезен није велшки, већ шкотски.
Оригинални назив овог дезена је "Глен плеид" и потиче од имена долине Гленаркет (Glenurquhart) у Шкотској, где је у 19. веку ову карирану вунену тканину први пут употребила грофица од Сифилда (Seafield) за одевање својих ловочувара. Ипак, појам "Глен плеид" као званично име ове тканине појављује се тек 1926. године.

## Употреба
Пренс де гал се најчешће користи за израду мушких одела, али и за израду женских одела и капута, како би се добио елегантно спортски изглед.
Једна од најпознатијих кућа за производњу пренс де гала, осим оних у Британији, налази се у Фиренци.

### Чувени пренс де гал комади одеће
Амерички председник Роналд Реаган носио је на европском путовању 1982. године одело са сиво-плавим пренс де гал дезеном, због чега је његов имиџ сматран „непредседничким“. Кери Грант је носио чувено сиво пренс де гал одело у америчком шпијунском трилеру Север-северозапад из 1959. године, а Стив Маквин једно слично у филму Афера Томаса Крауна из 1968.